# Bank Mandiri
 (janvier 2016).
Si vous disposez d'ouvrages ou d'articles de référence ou si vous connaissez des sites web de qualité traitant du thème abordé ici, merci de compléter l'article en donnant les références utiles à sa vérifiabilité et en les liant à la section « Notes et références ».
Bank Mandiri est une banque publique indonésienne basée à Jakarta. Elle employait 38 176 personnes en 2022. Elle est issue en 1998 de la fusion entre Bank Bumi Daya (BBD), Bank Dagang Negara (BDN), Bank Expor Impor (Exim) et Bank Pembangunan Indonesia (Bapindo).
En décembre 2019, Royke Tumilaar est nommé PDG de Bank Mandiri.